# Antanas Klimavičius
Antanas Klimavičius (* 15. Juli 1949 in der Rajongemeinde Alytus) ist ein litauischer Jurist, Richter des Obersten Gerichts der Republik Litauen, ehemaliger Generalstaatsanwalt Litauens (2000–2005).

## Leben
Nach dem Abitur an der Mittelschule absolvierte Klimavičius 1976 sein Diplomstudium der Rechtswissenschaft an der Universität Vilnius. Anschließend arbeitete er bei der Staatsanwaltschaft des Rajons Kapsukas (jetzt Marijampolė). Von 1977 bis 1980 arbeitete er in der Litauischen Staatsanwaltschaft für Transport und danach bis 1993 in der Staatsanwaltschaft Vilnius als Ermittler.
Von 1993 bis 1995 war er Oberstaatsanwalt der Abteilung für Ermittlungen über Organisierte Kriminalität (ONKTS) bei der Staatsanwaltschaft Vilnius, dann bis 1998 in gleicher Position bei der Staatsanwaltschaft des Bezirks Vilnius.
Von 1998 bis 2000 leitete er die Abteilung für Vernehmung des Geheimdienstes (Specialiųjų tyrimų tarnyba). Anschließend war er bis 2005 Generalstaatsanwalt.
Im Juli 2005 wurde er zum Richter am Obersten Gerichtshof Litauens (lit. Lietuvos Aukščiausiasis Teismas) ernannt.